# 西荻窪

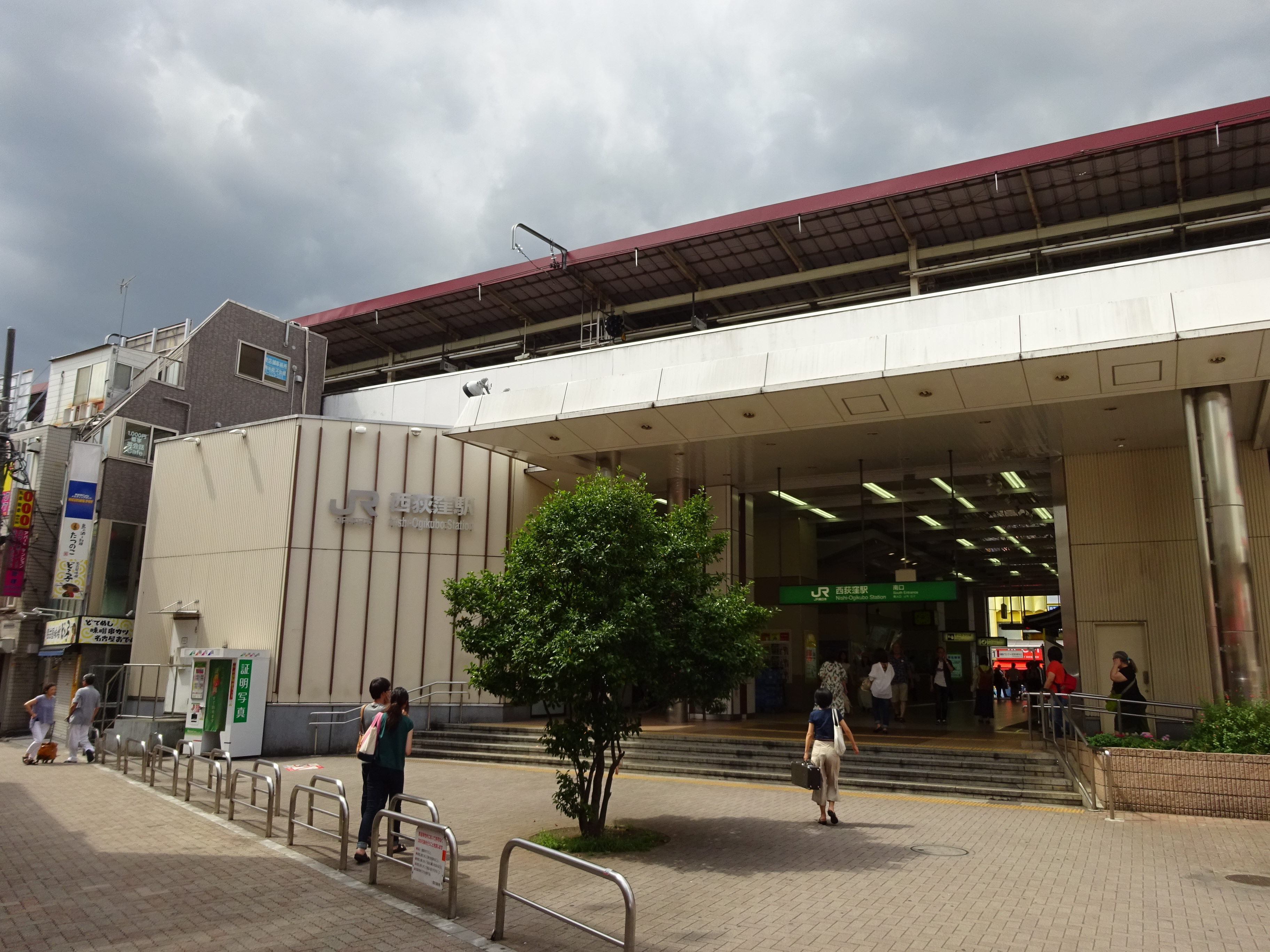
西荻窪駅

西荻窪（にしおぎくぼ、英語: Nishi Ogikubo）は、東京都杉並区の旧地名、および西荻窪駅周辺の通称である。略称は、西荻（にしおぎ）。
西荻窪一丁目～三丁目として存在していた地名は1970年に廃止されたが、西荻を冠した町名には西荻北一丁目から五丁目と、西荻南一丁目から四丁目まである。その他、近隣の松庵、善福寺、宮前も、汎称地名としての西荻窪の範囲に含まれることがある。

## 地理

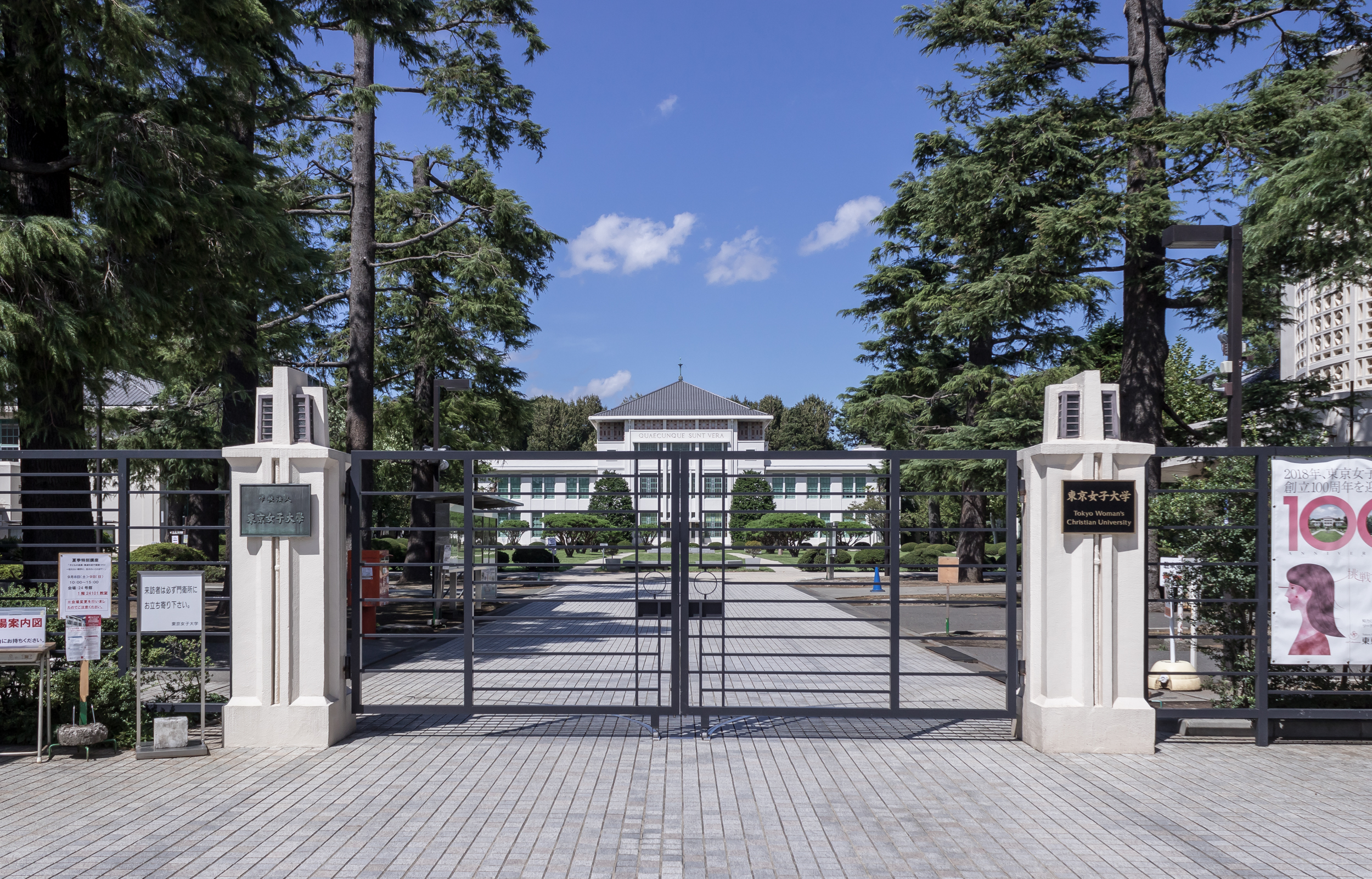
東京女子大学

住居区域上はJR東日本中央線西荻窪駅を中心に都道113号（女子大通り）と善福寺川を北縁とし、五日市街道を南縁とする。
住所表記上「善福寺二丁目」にある東京女子大学を代表とした文教地区としても知られ、骨董品を売る雑貨店や古書店が多いことでも知られる。カウンターカルチャーの店がいくつか入ったほびっと村などが有名。

### 隣接する自治体
- 武蔵野市
- 三鷹市
- 練馬区

## 歴史
上荻窪町の一部から、1934年（昭和9年）に成立した。1964年（昭和39年）から1970年（昭和45年）にかけて、漸次西荻北1-3丁目、西荻南3・4丁目となった。
- 1970年（昭和45年）2月6日 - 2丁目の布団店から出火。隣接する商店街の店舗、住宅に燃え移り7棟が焼失[2]。

## 地域内の町名

### 西荻北
地域北部。一丁目から五丁目までがある。2010年7月1日の人口は16,402人（住民基本台帳）。北部は杉並区善福寺に接する。東部は杉並区上荻に接する。地域南部はJR線の線路を境に杉並区南荻窪・西荻南・松庵にそれぞれ接している。西部は武蔵野市吉祥寺東町に接する。地域南部は西荻窪駅の北側にあたり、駅周辺に商店などが広がる他は住宅地になっている。地蔵坂交差点に近い台地の先端部付近は地蔵坂遺跡と呼ばれ、旧石器時代の石器類と礫器、縄文時代早期の土器や石器が出土。竪穴建物跡や炉穴も検出されている。

### 西荻南
地域南部。一丁目から四丁目までがある。2010年7月1日の人口は10,565人（住民基本台帳）。北部はJR線の線路を境に西荻北に接する。地域東部は南荻窪に接する。地域南部は宮前に接している。地域西部は松庵に接する。地域北部は西荻窪駅の南側にあたり、駅周辺に商店などが広がる他は住宅地になっている。

## 施設

### 寺社
- 慈宏寺
- 神明天祖神社
- 西高井戸松庵稲荷神社
- 大宮前春日神社
- 荻窪八幡神社
- 井草八幡宮
- 慈雲山萩寺光明院

### 映画館
- 西荻名画座 - 映画館[3]。
- 西荻銀星座 - 映画館[3]。
- 西荻東映 - 映画館[4]。
- 西荻セントラル - 映画館[4]。

### 学校
私立
- 東京女子大学
- 吉祥女子中学校・高等学校
- 杉並高等専修学校

公立
- 杉並区立神明中学校
- 杉並区立荻窪中学校
- 杉並区立宮前中学校
- 杉並区立桃井第三小学校
- 杉並区立桃井第四小学校
- 杉並区立高井戸第四小学校
- 杉並区立荻窪小学校
- 杉並区立松庵小学校
- 杉並区立井荻小学校